# شین یو بین
شین یو بین (کره‌ای: 신유빈؛ زادهٔ ۵ ژوئیهٔ ۲۰۰۴) ورزشکار تنیس روی میز اهل کره جنوبی است.
وی در مسابقات کشوری و بین‌المللی در مجموع برندهٔ ۲ مدال طلا، ۵ مدال نقره، ۷ مدال برنز شده است.